# Goražde
Občina Goražde, popis 1991.; skupaj: 37.573
Goražde, popis 1991.; skupaj: 16.273
Goražde (srbsko Горажде) je staro mesto in sedež istoimenske občine v Bosni in Hercegovini. 
Mesto Goražde, ki se v starih listinah prvič omenja leta 1404, je bilo pomembno prometno križišče že v srednjem veku. Mesto leži ob reki Drini v Federaciji Bosne in Hercegovine na nadmorski višini 354 mnm. V bližnji Sopotnici je vojvoda Stjepan Vukčić Kosača leta 1446 zgradil manjšo enoladijsko cerkev sv. Jurija, ki je bila kasneje večkrat dozidana. Pri cerkvi je bila v 16. stoletju srbska tiskarna. V času avstro-ogrske okupacije Bosne je bilo v Goraždu pomembno vojaško oporišče.